# Bruno Mussolini
Bruno Mussolini (Milano, 22 aprile 1918 – Pisa, 7 agosto 1941) è stato un aviatore italiano.
Figlio terzogenito di Benito Mussolini e di Rachele Guidi, fu ufficiale della Regia Aeronautica, insignito della medaglia d'oro al Valore Aeronautico e tre volte della medaglia d'argento al Valor Militare.
Grande appassionato di aerei, a Bologna ebbe come compagno di studi Federico Cozzolino, con cui divise passione e lavoro nella Regia Aeronautica. A 17 anni fu il pilota militare più giovane d'Italia. Fu anche uno dei dirigenti della compagnia aerea Ala Littoria e l'ideatore della LATI, Linee Aeree Transcontinentali Italiane, che coprivano la tratta Italia-Brasile.

## Biografia

### I primi anni e la Campagna d'Abissinia
Il 27 maggio 1935 Bruno è pilota aviatore all'Aeroporto di Centocelle.
Nel 1936, durante la guerra d'Etiopia, venne assegnato, assieme al fratello Vittorio, alla 14ª Squadriglia Quia sum leo, conosciuta anche come Testa di leone. In questa campagna gli venne conferita una Medaglia d'Argento al valor militare.

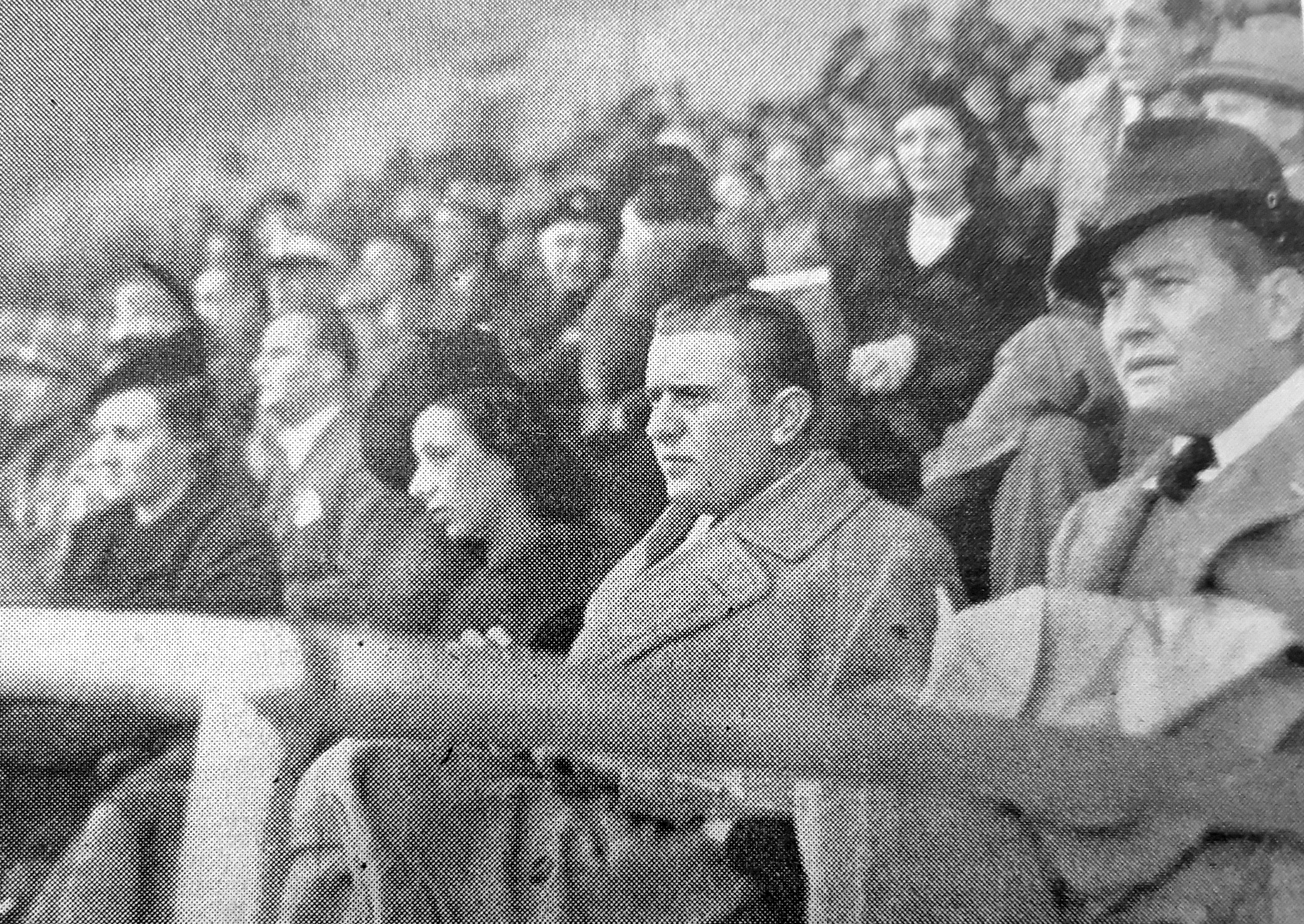
I fratelli Bruno e Vittorio Mussolini, assieme alle rispettive mogli Gina Ruberti e Orsola Buvoli, assistono all'incontro di calcio Italia-Francia, Napoli, 4 dicembre 1938

Nell'agosto 1937 partecipò insieme ad Attilio Biseo, con uno dei Savoia-Marchetti S.M.79, alla corsa aerea Istres-Damasco-Parigi. Il suo aereo concluse la gara al terzo posto, dopo un atterraggio di fortuna all'aeroporto di Cameri. Sempre con questa squadriglia, nel gennaio 1938 partecipò alla trasvolata Italia-Brasile.
Sempre assieme ad Attilio Biseo, nel 1937 migliorò il primato di velocità sui mille chilometri, con carico di due tonnellate, ottenendo i 430 km/h. In questo frangente nacque la 205ª squadriglia da bombardamento dei Sorci Verdi, proprio da una battuta di Bruno Mussolini: ai presenti che criticavano gli S.M.79 ribatté, infatti: “Storcete pure il naso. Quando gli S.79 cominceranno a volare, vi faremo vedere i sorci verdi”.

### La guerra di Spagna e il duello aereo con Dickinson
Volontario in Spagna dal settembre 1937 al maggio 1938, Bruno Mussolini lanciò subito una pubblica sfida via radio ai piloti delle formazioni volontarie repubblicane, le Forze aeree della Repubblica spagnola, che venne raccolta dal pilota statunitense Derek D. Dickinson, della formazione delle “Ali Rosse” (Alas Rojas). Il 27 settembre, i due piloti partirono rispettivamente da Palma di Maiorca (Bruno Mussolini, su un Fiat G.50) e da Castellón de la Plana (Derek Dickinson su Polikarpov I-16). Assieme a loro volavano due ricognitori, a fare da padrini al duello. La quota prescelta erano i 1.000 metri.
Inizialmente inquadrato dalle mitragliatrici di Mussolini, Dickinson fu ferito ad una mano e non poté sventolare la sciarpa bianca di resa. Con una disperata manovra riuscì a portarsi sopra l'aereo di Mussolini e ad inquadrarlo a sua volta con le mitragliatrici. A questo punto il pilota italiano agitò la sciarpa, avendo il suo motore in panne. Al rientro, il caccia di Dickinson aveva ricevuto 326 colpi e il suo pilota era ferito ad una mano, mentre l'apparecchio di Mussolini dovette atterrare in planata, poiché piantato in asso dal motore.
Il duello ebbe grandissima eco nella stampa di tutto il mondo. Alcuni autori hanno però evidenziato alcune circostanze che metterebbero seriamente in dubbio l'esistenza stessa del duello. In primo luogo, Bruno Mussolini non era un pilota da caccia, ma da bombardamento, con all'attivo 27 missioni a bordo di Savoia-Marchetti S.M.79 in tutta la guerra. Secondariamente, il Fiat G.50 non vide i reparti da caccia operativi della Regia Aeronautica fino al 1938 e raggiunse la Spagna non prima del Gennaio 1939 in una dozzina di esemplari, che peraltro non poterono adeguatamente essere valutati perché non parteciparono ad alcuna azione di combattimento: all'epoca del supposto duello ne risultavano costruiti solo due prototipi. In ultimo, il testimone principale del duello da parte repubblicana sarebbe stato Augustin Sanz Sainz, Sottosegretario dell'Aria spagnolo e comandante della base di Alcalá de Henares: egli, tuttavia, all'epoca del duello era già morto da sei mesi, rimasto ucciso durante un bombardamento aereo nel marzo del 1937.
Sabato 29 ottobre 1938 Bruno Mussolini si sposò con Gina Ruberti nella chiesa di San Giuseppe a via Nomentana, e successiva visita alla Basilica di San Pietro. Durante la guerra di Spagna, fu decorato di una seconda medaglia d'argento.

### I voli agonistici e da primato
Bruno Mussolini prese parte ai seguenti voli da record:
- 8 luglio 1937. Classe C - Aeroplani

velivolo: S.79
equipaggio: Biseo, Mussolini, Gadda
circuito: Fiumicino - Antignano - Ansedonia
velocità: km/h 423,618
primato: Velocità su 1.000 km con carico commerciale da 2.000 kg.
primato: Velocità su 1.000 km con carico commerciale da 1.000 kg.
primato: Velocità su 1.000 km con carico commerciale da 500 kg.
- 21 luglio 1937. Classe C - Aeroplani

velivolo: S.79
equipaggio: Biseo, Mussolini, Gadda, Risoluto
circuito: Osservatorio Vesuviano - Santa Marinella - Monte Cavo
velocità: km/h 430,622
primato: Velocità su 1.000 km con carico commerciale da 2.000 kg.
primato: Velocità su 1.000 km con carico commerciale da 1.000 kg.
primato: Velocità su 1.000 km con carico commerciale da 500 kg.
Fece parte anche dell'equipaggio del velivolo S.79CS I-BIMU (Biseo/Mussolini), che si classificò terzo nella corsa Istres-Damasco-Parigi (20/21 agosto 1937), e del velivolo S.79T I-BRUN (Mussolini/Mancinelli), che partecipò alla trasvolata atlantica Guidonia-Dakar-Rio de Janeiro (24 gennaio 1938).
Nel 1939, Bruno Mussolini era stato nominato Presidente della Federazione Pugilistica Italiana. Alla sua morte, la carica passò al fratello Vittorio.

### L'attività per la LATI
Dopo quattordici mesi di lavoro preparatorio della direzione Sperimentale, la compagnia Linee Aeree Transcontinentali Italiane (LATI) viene ufficialmente costituita l'11 settembre 1939 con lo scopo di inaugurare un collegamento diretto tra l'Italia e il Brasile. Il 3 ottobre dello stesso anno iniziarono i voli sperimentali per raggiungere l'isola del Sale, posta nell'arcipelago di Capo Verde. Uno di questi voli venne compiuto direttamente dal direttore generale della LATI Bruno Mussolini a bordo di un velivolo Savoia-Marchetti S.M.83 (matricola I-AZUR), con equipaggio formato dai comandanti Gori Castellani e Amedeo Paradisi, e dagli specialisti Boveri e Trezzini. L'aereo decollò da Guidonia alle 7:45 dell'11 novembre. Il velivolo atterrò a Siviglia in giornata dopo un volo di 1.580 km. Il viaggio proseguì il 13 novembre fino a Capo Juby, nel Río de Oro (1.667 km percorsi in 4 ore) dove fu attentamente esaminato l'aeroporto militare ivi presente, da impiegare in caso di eventuale emergenza, e dopo altre due ore di volo (587 km) l'aereo giunse a Villa Cisneros. Il 14 novembre il viaggio riprese alle 8:30 con arrivo all'isola del Sale alle ore 12:00 dopo aver sorvolato per 1.080 km l'Oceano Atlantico, raggiungendo a tappe l'isola del Sale il 14 novembre.

### Nella seconda guerra mondiale
Allo scoppio della seconda guerra mondiale fu assegnato al 47º Stormo Bombardamento Terrestre di Grottaglie (TA), e Il 1º giugno 1941, trasferito a Pisa, gli fu assegnato il comando della 274ª Squadriglia Bombardamento a Grande Raggio (BGR), inquadrata all'interno del 46º Stormo con sede a Pisa. A questa squadriglia erano stati assegnati i nuovi bombardieri quadrimotori Piaggio P.108B.

Bruno Mussolini

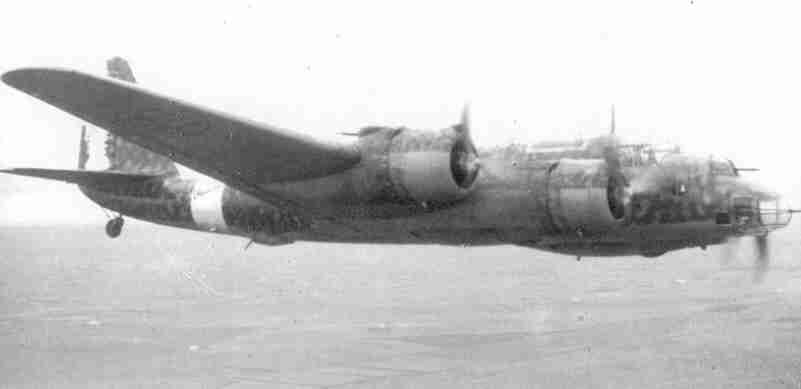
Un P.108 in volo

#### La morte
Due mesi dopo, giovedì 7 agosto 1941, proprio su uno di questi velivoli, all'età di soli 23 anni, perse la vita. I motori del suo aereo, mentre era in fase di atterraggio durante un volo di prova, subirono un brusco calo di potenza. Non riuscendo a riprendere quota, l'aereo si schiantò poco dopo, finendo la sua corsa in un campo di granoturco nella zona della attuale Via Puglia (vedi foto descrittive a lato). Nell'incidente persero la vita anche il tenente pilota Francesco Vitalini Sacconi, di Camerino, e il maresciallo motorista Angelo Trezzini, di Vicovaro.

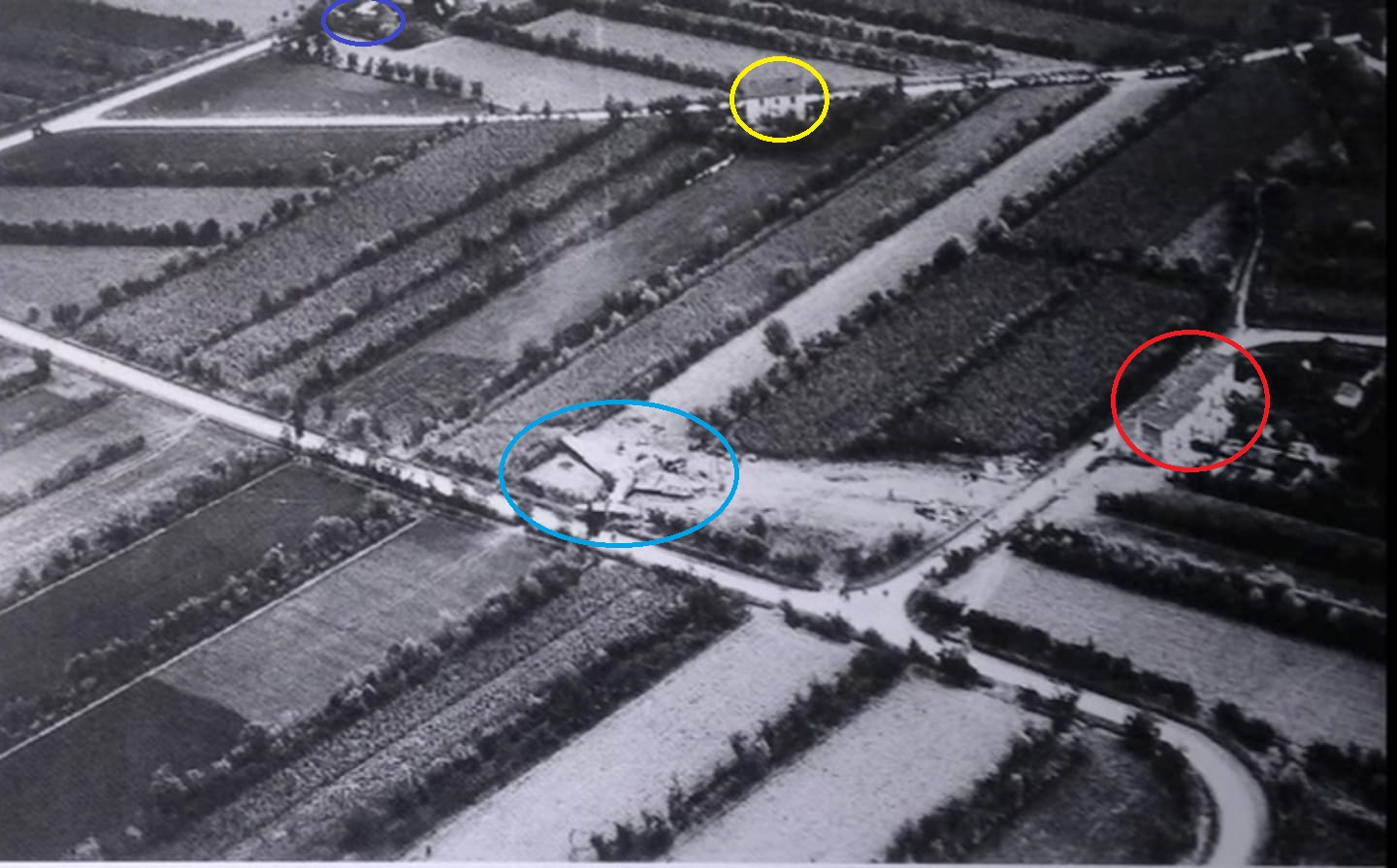
Il luogo dell'atterraggio di fortuna in una foto d'epoca. Evidenziati l'aereo e tre case coloniche.

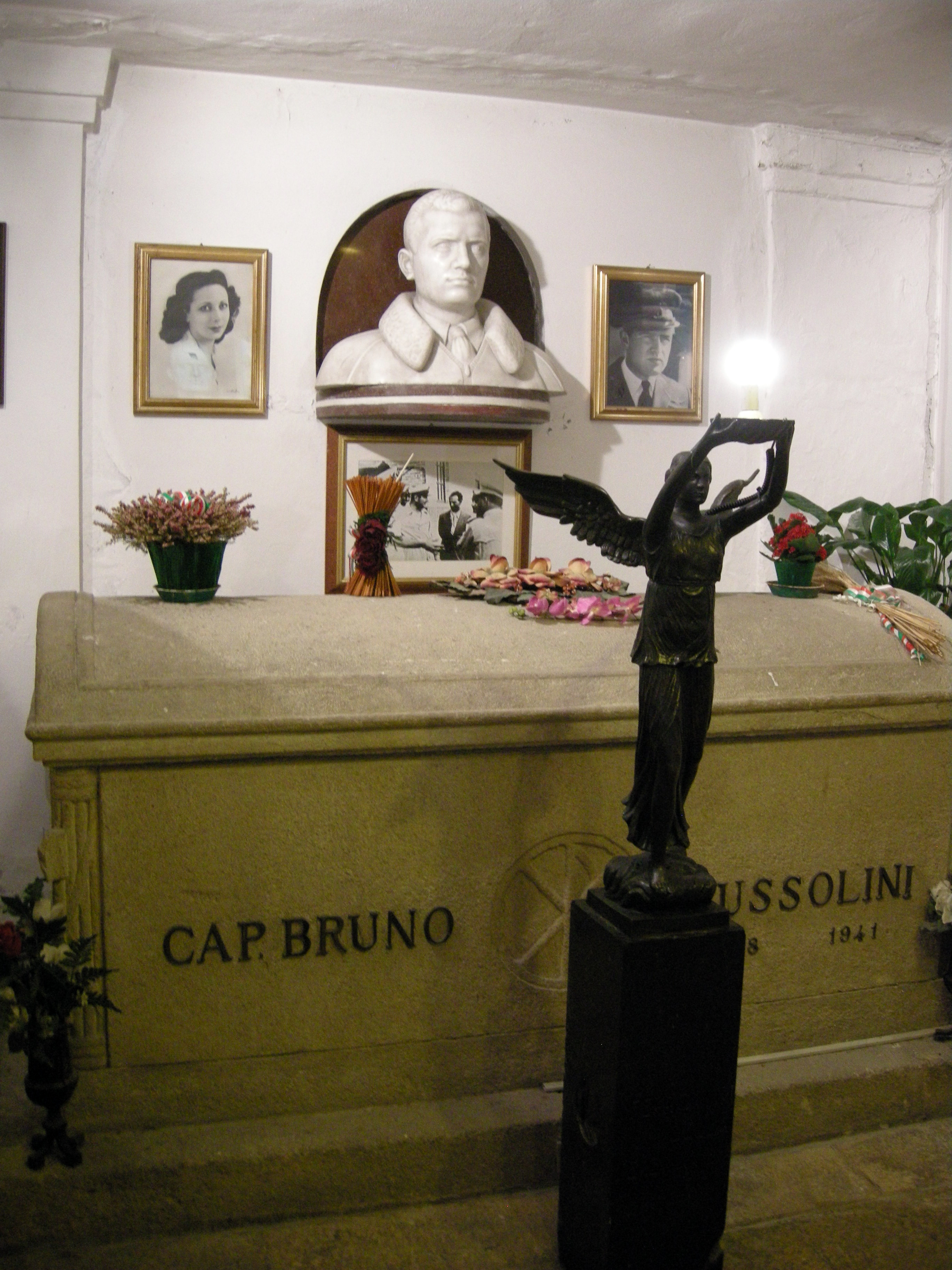
La tomba a Predappio

Le tre salme vennero composte e portate a Palazzo Littorio, al primo piano, per la veglia funebre, aperta al pubblico fino alle 8 del mattino seguente; il Duce aveva fatto mettere una corona di fiori con la scritta "Il Padre", con l'intenzione di farsi padre di tutti. Attorno alle 8:30 giunsero i genitori del defunto, la vedova, la sorella Edda, e il fratello Vittorio e famiglia. Il corteo funebre di Bruno Mussolini, in autofurgone e veicoli ricolmi di fiori, venne salutato dal popolo; l'ultimo tratto, su viale Principe Amedeo fino all'arrivo alla stazione di Pisa Centrale, avvenne tra le note di Giovinezza suonate da una banda musicale cittadina, inno poi suonato nuovamente nel piazzale antistante la stazione dalla banda della Regia Aeronautica; ci fu poi il finale appello al "Presente!". La salma di Bruno Mussolini, dopo un momento di raccoglimento nella saletta reale, fu trasportata con la famiglia da Pisa a Predappio con un treno speciale, tra due ali di folla ininterrotta ad ogni stazione attraversata, che salutava con il braccio teso, e alla presenza di alcuni ufficiali della RAF prigionieri, che vollero rendere omaggio al nemico caduto. Secondo Vittorio Mussolini, il saluto di massa alla salma di Bruno fu l'ultimo episodio in cui il popolo italiano si strinse attorno al proprio capo. Il funerale si tenne a Predappio, nella Cripta Mussolini, in forma strettamente privata.
In memoria di Bruno, davanti al Palazzo dell'ex collegio aeronautico, progettato dall'Arch. Ing. Cesare Valle a Forlì, in Piazzale della Vittoria, venne innalzata una statua di Icaro, opera dello scultore Francesco Saverio Palozzi. Il suo Reparto, la 274ª Squadriglia da Bombardamento, fu intitolata Bruno Mussolini. La squadra di pallacanestro capitolina, in sua memoria, fu denominata “Bruno Mussolini Roma”.

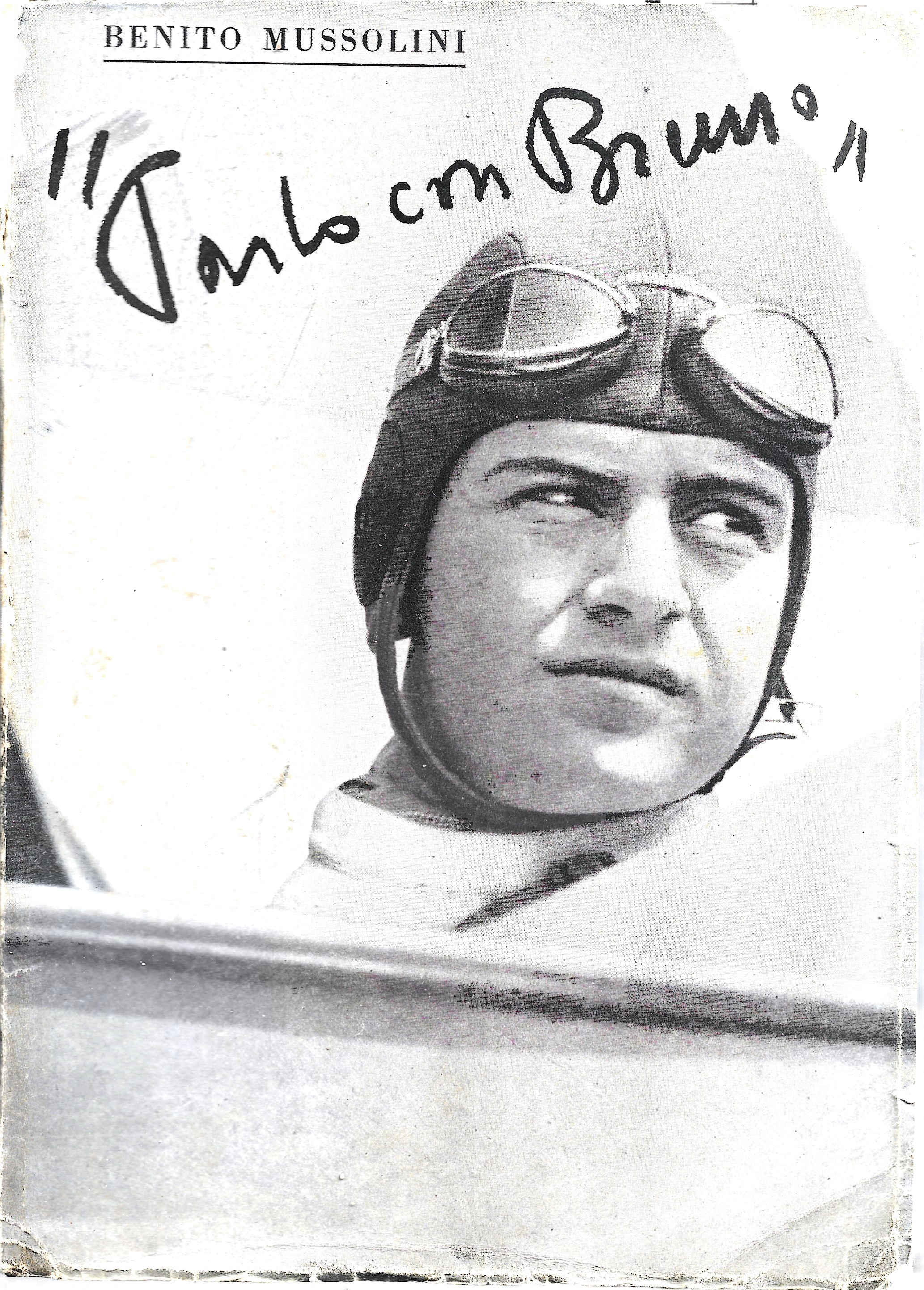

Mussolini, in seguito alla morte del figlio, subì un duro colpo: in poche settimane scrisse il libro intitolato Parlo con Bruno. Senz'altro, la morte del figlio impresse una svolta nella psicologia del Duce. Bruno lasciò la moglie Gina Ruberti (che morì in circostanze mai completamente chiarite nel 1946, annegata mentre faceva una gita in motoscafo sul lago di Como con un'amica e due ufficiali inglesi), e la figlia Marina, di appena un anno e cinque mesi.